# Serbischer Fußballpokal 2014/15
Der Serbische Fußballpokal 2014/15 (auch Kup Srbije) war die neunte Austragung des serbischen Pokalwettbewerbs. Er wurde vom Serbischen Fußball-Bund (FSS) ausgetragen. Das Finale fand am 20. Mai 2015 im Stadion Rajko Mitić von Belgrad statt.
Pokalsieger wurde der FK Čukarički. Das Team setzte sich im Finale gegen Partizan Belgrad durch. Durch den Sieg qualifizierte sich Čukarički für die 1. Qualifikationsrunde in der UEFA Europa League 2015/16. Bis zum Viertelfinale wurden die Mannschaften in zwei Töpfe platziert, so dass jedes gesetzte Team gegen ein ungesetztes antrat.

## Modus
Das Halbfinale wurde in Hin- und Rückspiel ausgetragen. In den anderen Runden wurden die Begegnungen in einem Spiel ausgetragen. Endete ein Spiel nach 90 Minuten unentschieden, kam es direkt zum Elfmeterschießen. Bis zum Viertelfinale wurden die Mannschaften in zwei Töpfe platziert, so dass jedes gesetzte Team gegen ein ungesetztes antrat.

## Teilnehmer
| SuperLiga 2013/14 (16) | SuperLiga 2013/14 (16) | Prva Liga (15) | Prva Liga (15) | Regionale Pokalsieger (5)                                                               |
| --- | --- | --- | --- | --------------------------------------------------------------------------------------- |
| - FK Čukarički - FK Donji Srem - FK Jagodina - FK Javor Ivanjica - FK Napredak Kruševac - FK Novi Pazar - Partizan Belgrad - FK Rad Belgrad | - FK Radnički 1923 Kragujevac - FK Radnički Niš - Roter Stern Belgrad - FK Sloboda Užice - FK Spartak Subotica - Vojvodina Novi Sad - FK Voždovac - OFK Belgrad | - FK Bežanija - FK Borac Čačak - FK BSK Borča - FK Dolina Padina - FK Inđija - FK Jedinstvo Putevi - FK Metalac - FK Mladost Lučani | - FK Proleter Novi Sad - FK Radnik Surdulica - FK Sinđelić Belgrad - FK Sloga Kraljevo - FK Sloga Petrovac - FK Smederevo - FK Teleoptik - FK Timok Zaječar | - FK Dorćol - FK Moravac Orion Mrštane - FK ČSK Pivara - FK Semendrija 1924 - FK Trepča |

## Vorrunde
In dieser Runde trafen die fünf Sieger des Regionalpokals und vier der fünf schlechtplatziertesten Teams der Prva Liga (Serbien) 2013/14 aufeinander. Der FK Smederevo zog sich aus dem Wettbewerb zurück, so dass ein Verein (FK Trepča) ein Freilos erhielt.
|                          | Ergebnis        |                  |
| ------------------------ | --------------- | ---------------- |
| 3. September 2014        |                 |                  |
| FK Dorćol                | 1:0             | FK Dolina Padina |
| FK Semendrija 1924       | 1:1 (5:3 i. E.) | FK Teleoptik     |
| FK Moravac Orion Mrštane | 1:0             | FK Timok Zaječar |
| FK ČSK Pivara            | 0:2             | FK Inđija        |
| FK Trepča                | Freilos         |                  |

## 1. Runde
Teilnehmer: Die fünf Sieger der Vorrunde, die Top-Elf der Prva Liga 2013/14 und alle Teams der SuperLiga 2013/14.
|                          | Ergebnis        |                             |
| ------------------------ | --------------- | --------------------------- |
| 24. September 2014       |                 |                             |
| FK Proleter Novi Sad     | 0:0 (4:3 i. E.) | FK Donji Srem               |
| FK Dorćol                | 0:1             | FK Radnički 1923 Kragujevac |
| FK Trepča                | 0:1             | Vojvodina Novi Sad          |
| FK Semendrija 1924       | 0:2             | OFK Belgrad                 |
| FK Jedinstvo Putevi      | 0:3             | FK Rad Belgrad              |
| FK Inđija                | 2:1             | FK Javor Ivanjica           |
| FK Spartak Subotica      | 1:0             | FK Radnik Surdulica         |
| FK Jagodina              | 4:0             | FK BSK Borča                |
| FK Moravac Orion Mrštane | 0:1             | FK Radnički Niš             |
| FK Sloga Petrovac        | 1:0             | FK Novi Pazar               |
| FK Voždovac              | 3:2             | FK Sloga Kraljevo           |
| FK Bežanija              | 0:1             | Partizan Belgrad            |
| FK Sloboda Užice         | 1:1 (4:3 i. E.) | FK Sinđelić Belgrad         |
| FK Napredak Kruševac     | 0:0 (2:4 i. E.) | FK Metalac                  |
| FK Čukarički             | 3:2             | FK Mladost Lučani           |
| Roter Stern Belgrad      | 1:0             | FK Borac Čačak              |

## Achtelfinale
|                             | Ergebnis        |                      |
| --------------------------- | --------------- | -------------------- |
| 29. Oktober 2014            |                 |                      |
| FK Spartak Subotica         | 2:0             | FK Proleter Novi Sad |
| FK Rad Belgrad              | 1:0             | Roter Stern Belgrad  |
| FK Radnički 1923 Kragujevac | 0:3             | FK Jagodina          |
| FK Radnički Niš             | 0:0 (4:1 i. E.) | FK Inđija            |
| Vojvodina Novi Sad          | 1:0             | FK Sloboda Užice     |
| FK Metalac                  | 0:0 (4:5 i. E.) | FK Voždovac          |
| 19. November 2014           |                 |                      |
| OFK Belgrad                 | 1:2             | FK Čukarički         |
| Partizan Belgrad            | 3:0             | FK Sloga Petrovac    |

## Viertelfinale
|                  | Ergebnis |                     |
| ---------------- | -------- | ------------------- |
| 3. Dezember 2014 |          |                     |
| FK Radnički Niš  | 0:1      | FK Jagodina         |
| FK Čukarički     | 2:1      | Vojvodina Novi Sad  |
| FK Rad Belgrad   | 0:1      | Partizan Belgrad    |
| FK Voždovac      | 2:1      | FK Spartak Subotica |

## Halbfinale
|                              | Gesamt |             | Hinspiel | Rückspiel |
| ---------------------------- | ------ | ----------- | -------- | --------- |
| 18. März 2015008. April 2015 |        |             |          |           |
| FK Čukarički                 | 6:1    | FK Voždovac | 2:0      | 4:1       |
| Partizan Belgrad             | 5:0    | FK Jagodina | 3:0      | 2:0       |

## Finale
| Paarung          | FK Čukarički – Partizan Belgrad |
| Ergebnis         | 1:0 (1:0) |
| Datum            | 20. Mai 2015 |
| Stadion          | Stadion Rajko Mitić, Belgrad |
| Zuschauer        | 10.000 |
| Schiedsrichter   | Vlado Glođović |
| Tore             | 1:0 Slavoljub Srnić (39.) |
| FK Čukarički     | Nemanja Stevanović – Filip Stojković, Zoran Rendulić, Bojan Ostojić, Rajko Brežančić – Obeng Regan (64. Ivan Todorović), Igor Matić (83. Andrija Pavlović), Dragoljub Srnić – Petar Bojić, Nikola Stojiljković, Slavoljub Srnić (90. Staniša Mandić). Cheftrainer: Vladan Milojević |
| Partizan Belgrad | Živko Živković – Iwan Bandalowski, Branko Ilić, Gregor Balažić, Vladimir Volkov (67. Miroslav Vulićević) – Nikola Drinčić, Darko Brašanac – Andrija Živković, Stefan Babović, Saša Ilić (59. Nemanja Kojić) – Petar Grbić (75. Nikola Ninković). Cheftrainer: Zoran Milinković      |
| Gelbe Karten     | Rajko Brežančić, Slavoljub Srnić, Bojan Ostojić, Nemanja Stevanović, Igor Matić – Gregor Balažić, Nikola Ninković |
| Platzverweise    | Nikola Janković (Ersatzbank) – keine |